# Monte Cesen
Il monte Cesen è un massiccio delle Prealpi venete, situato a al margine di nord-ovest della provincia di Treviso. È il primo rilievo che si incontra (andando verso est) dopo che il fiume Piave interrompe la catena montuosa, collegando la Valbelluna alla Pianura veneto-friulana. La sua vetta più alta è di 1.570 m s.l.m..
Celebre è il cosiddetto "ippopotamo" del monte Cesen, un bosco di pini e faggi lungo circa un chilometro con una forma che ricorda il corpo con le quattro zampe di tale animale, visibile da grande distanza (soprattutto quando il terreno è innevato) e fino a Venezia.

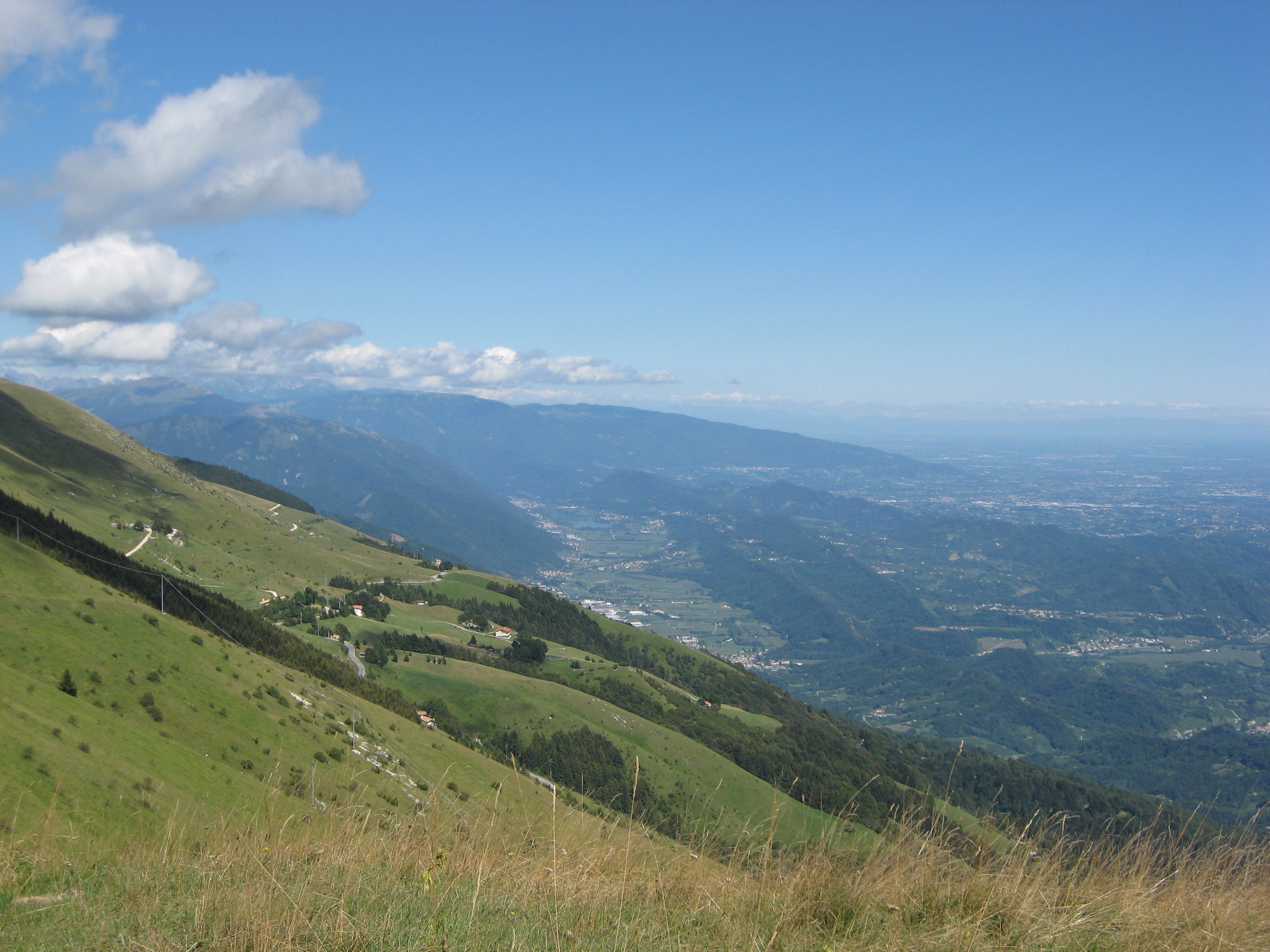
Paesaggio dal Cesen, verso sud; al centro, la Vallata.

## Descrizione
Dal punto di vista geologico, esso è costituito da rocce calcaree e dolomitiche di età mesozoica (soprattutto biancone). La prossimità della cima può essere raggiunta anche in automobile partendo da Valdobbiadene e seguendo la strada provinciale 143 "del Monte Cesen". Il Cesen fu citato per la prima volta in un documento del 7 maggio 1116 nel quale Enrico V vi fissava il confine tra Segusino, Vas e la contea di Cesana. Durante la Repubblica di Venezia fu diviso tra le quindici comunità della Val di Dobiadene (l'attuale Valdobbiadene).

### Area protetta
Il suo ricco patrimonio ambientale ha fatto avanzare la proposta di istituirvi una riserva naturale regionale.
A partire dal 1995 è stata avanzata la proposta di istituire il sito di interesse comunitario "Monte Cesen" (codice IT3240003).